# 충주 정토사지 홍법국사탑비
충주 정토사지 홍법국사탑비(忠州 淨土寺址 弘法國師塔碑)는 서울특별시 용산구, 국립중앙박물관에 있는 고려시대의 비석이다. 1963년 1월 21일 대한민국의 보물 제359호로 지정되었다.

## 개요
정토사는 충청북도 충주시 동량면 하천리 개천산에 있었던 절로, 통일신라 말에서 고려 초 사이에 세워진 것으로 추정된다. 고려를 세운 태조로부터 국사의 예우를 받았던 법경대사 현휘(玄暉)가 주지스님으로 있다가, 그의 뒤를 이어 홍법국사가 제자들을 지도하였던 대사찰이다.
홍법국사의 탑비로 원래 정토사터에 남아있던 것을 1915년에 홍법국사 실상탑과 함께 경복궁으로 옮겨 왔으며, 현재는 국립중앙박물관 경내에 있다. 홍법국사는 통일신라 신덕왕대에 태어나 12살의 나이에 출가하였고, 당나라를 다녀온 뒤 선(禪)을 크게 일으켰다. 그 후 정토사에 머물다 입적하자, 고려 목종은 ‘자등(慈燈)’이라는 탑명을 내려 손몽주에게 비의 글을 짓도록 하였다. 
비는 거북받침돌 위로 비몸을 세우고 머릿돌을 얹은 모습이다. 받침돌의 거북머리는 용의 머리로 바뀌어있는데, 통일신라 후기에서 고려 전기에 나타나는 양식적 특징이다. 용의 표현은 다른 탑비의 받침돌에 비하여 구체적이고 힘차다. 또한 머릿돌에도 용틀임 조각을 하였는데 그 수법이 주목할 만하다.
비 앞면에는 대사의 행적이, 뒷면에는 제자들의 이름이 기록되어 있으나, 편마암인 비의 표면이 많이 깎여서 알아보기 어렵다. 글씨는 구양순체의 해서로 글의 짜임새가 잘 정리되어 있다. 현종 8년(1017)에 건립되었다.

## 사진

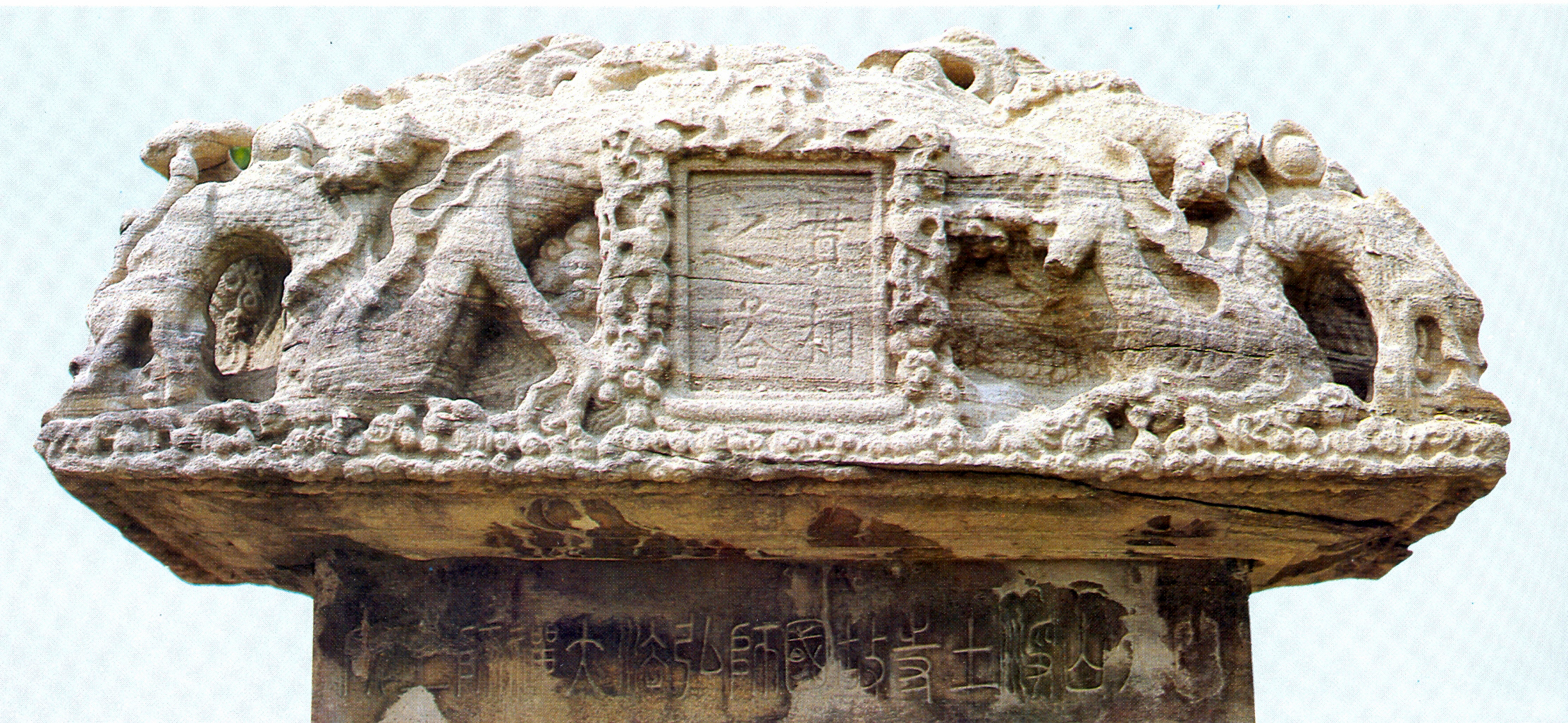
탑비의 이수(螭首, 머리 부분). 탑의 이름인 ‘실상지탑’이 새겨져 있다.
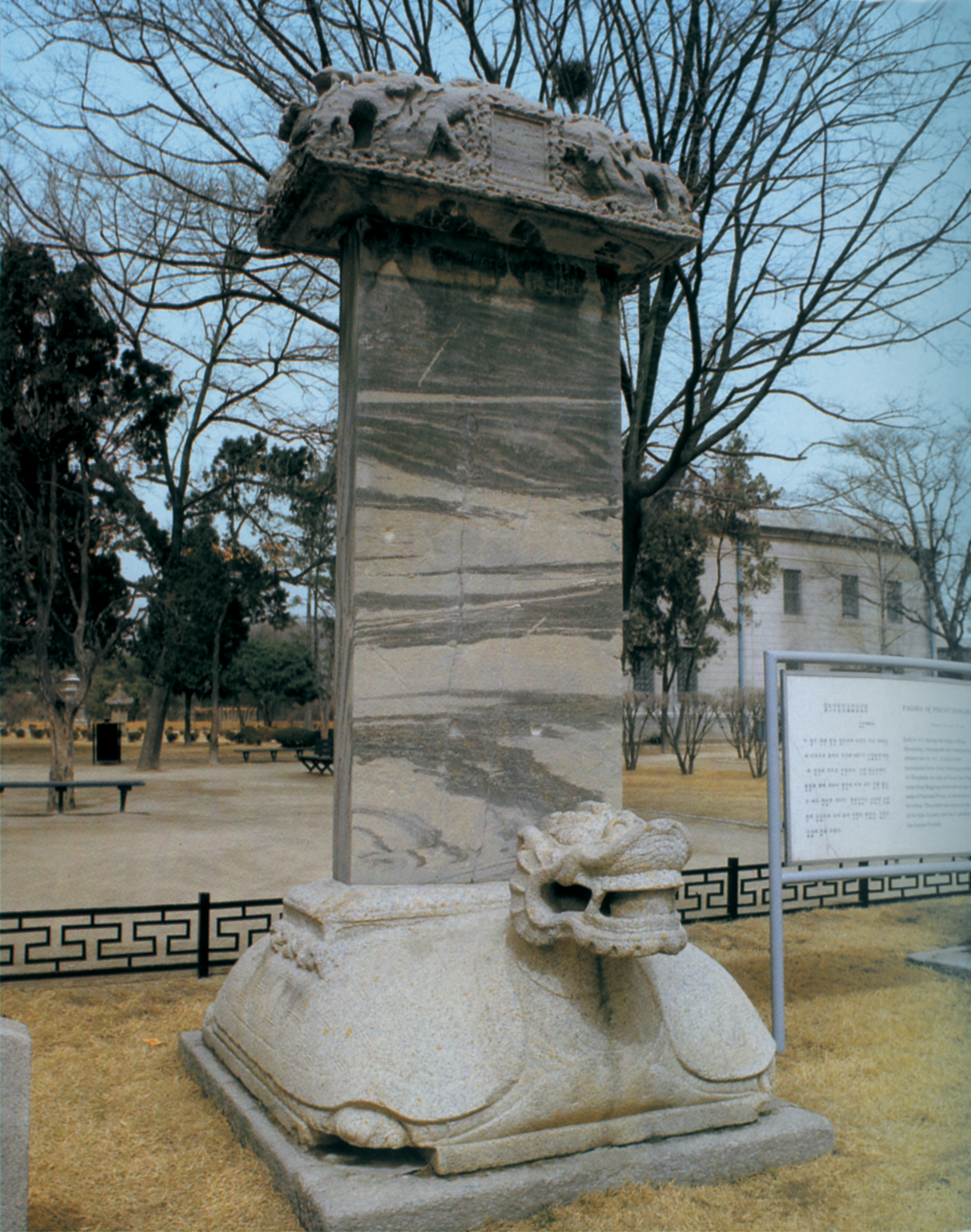

## 같이 보기
- 충주 정토사지 홍법국사탑 - 국보 제102호

## 참고 자료
- 충주 정토사지 홍법국사탑비 - 국가유산청 국가유산포털